# Dania (skib, 1823)
 For alternative betydninger, se Dania (flertydig). (Se også artikler, som begynder med Dania)
Dania var en hjuldamper, bygget i Storbritannien som Quentin Durward i 1823. Skibet blev i 1827 købt af en dansk forretningsmand og indsat i rutefart mellem København og Jylland/Fyn med navnet Dania. Senere blev ruten flyttet til Aarhus-Kalundborg. Hjuldamperen blev solgt til ophugning i 1841.

## Under britisk flag
I den skotske by Leith (der nu er en forstad til Edinburgh) var der stolte traditioner for skibsbygning. Et af byens ældste værfter var Sime & Rankine, og i juli 1823 afleverede de hjuldamperen Quentin Durward til R. Ogilvie og G. Crichton fra Leith. Navnet var taget fra titlen på en populær bog af Walter Scott, der udkom i 1823. Skibets første beskrevne tur med passagerer - i august 1823 - var den lange sejlads mod nord og vest fra Leith via Aberdeen, Inverness, Caledonian Canal, Fort William, Tobermory, Staffa, Giant's Causeway, Coleraine, Campbeltown og Kyles of Bute til Glasgow. Ved ankomsten blev skibet sat til salg. Salget blev ikke til noget, så i september 1823 tog Quentin Durward endnu en lang tur med passagerer, denne gang fra Greenock via Dublin, Plymouth og Portsmouth til Brighton. Ved ankomsten blev skibet straks indsat på en rute mellem Brighton og Dieppe i Frankrig. I april 1824 blev Quentin Durward chartret af Leith & Dundee Steam Packet Co i Leith, og det indledte samme måned sejlads på ruten mellem Leith og Dundee. I april 1826 var hjuldamperen tilbage i den Engelske Kanal, hvor den blev indsat på en rute mellem Newhaven og Grangemouth, men allerede den følgende måned blev skibet købt af The Brighton & Dieppe Steam Packet Co. i Brighton og begyndte igen besejling af ruten mellem Brighton og Dieppe.. I juni 1827 blev hjuldamperen købt af kaptajnløjtnant Laurits Christensen og navnet blev ændret til Dania. På trods af sin sømilitære rang havde Christensen - fornavnet ses også stavet Lauritz - været uden for nummer (À la suite) siden 1814 og havde drevet forretning i Ostindien fra 1816 til 1826. Som sælger var på skødet anført skibsmægleren Richard Thornton.

## Under dansk flag
Den 8. juni bekendtgjorde Christensen i Den til Forsendelse med de Kongelige Rideposter privilegerede Danske Statstidende i en annonce, at han havde købt dampskibet, som havde "30 opredte Senge" og lige var blevet kobberforhudet. Han beskrev også, at skibet skulle have to sejladser om ugen, den ene mellem København og Aarhus, og den anden skiftevis København-Aalborg og København-Fredericia. Dania afsejlede fra London med Laurits Christensen som skipper den 17. juni og var den 21. juni i Frederikshavn. Christensen havde været udstationeret i byen - mens den stadig hed Fladstrand - under Englandskrigene, og nu tog han sig tid til at anløbe stedet og vise det nye dampskib frem for interesserede indbyggere.
Danias første tur med passagerer i Danmark var søndag den 24. juni 1827, mellem Toldboden i København og Bellevue - i øvrigt i konkurrence med Caledonia - og første tur over Kattegat afgik mod Aalborg den 30. juni. Ved ankomsten til Aalborg blev der arrangeret en ekstra tur på Limfjorden, så de lokale kunne se skibet an. Der blev annonceret flittigt i både københavnske og jyske aviser, og det fremgik, at der blev sejlet til Aarhus hver onsdag morgen, og retur torsdag aften, mens der blev sejlet skiftevis til Aalborg og Fredericia om lørdagen, med retur mandag aften. På ruten til Aalborg blev der lagt ind ved Hals, mens man på turen til Fredericia lagde ind ved Bogense. På alle ture var der stop i Helsingør. Turen til Aalborg var den dyreste og kostede mellem 10 Rigsbankdaler på første klasse og 3 Rbd. for en dæksplads. Dækspladserne var forbeholdt "Soldater, Matroser, Bønder og Tjeneste-tyende". Overfartstiden var beregnet til 18 timer "med Undtagelse af Stormveir". I det danske postvæsen var man nervøse for, at passagererne ulovligt ville medtage breve og dermed underminere forretningen, men Generalpostdirektionen bestemte sig alligevel for, at publikum kunne markere på brevene, hvis de skulle sendes med dampskib til Jylland, og det meddelte man i Statstidende den 16. juli 1827. På illustrationer af Dania ses skibet derfor med det kongelige monogram i flaget, som officielt postskib.
Det varede ikke længe, før Christensen måtte se i øjnene, at den ambitiøse sejlplan med to ugentlige dobbeltture ikke kunne gennemføres i længden. På turen til og fra Aalborg 11. til 14. august, var Dania ude i så hårdt vejr, at man blev nødt til at aflyse afgangen til Aarhus den 15. august, fordi skibet "saavel med Hensyn til Maskinerie som Folk, behøvede et Par Dages Hvile for igjen at komme i fuldkommen Orden". Herefter opgav Christensen ruten til Aalborg og sejlede i stedet kun én tur om ugen i september, skiftevis til Aarhus og Fredericia. På turene til Fredericia var man - ud over Helsingør og Bogense - også begyndt at anløbe Strib.
Dania fik nye ejere 28. januar 1828 i form af et interessentskab, hvor grosserer Mathias Wilhelm Sass ejede en tredjedel og bestred posten som bestyrende reder. Sejlplanen med skiftevise afgange til Aarhus og Fredericia fortsatte, og første tur i 1828 afgik til Aarhus den 5. maj. Fra 1829 blev ruten omlagt så man hver uge sejlede til Aarhus, og derefter videre til Strib og Fredericia. Retur samme vej. I 1834 blev skibets maskineri fornyet på Frederiksværk Maskinfabrik, og Dania var klar til sommersæsonen i juni 1834. Ruten blev igen omlagt, så man nu udelukkende sejlede København-Aarhus på den ugentlige afgang.  I 1836 ansøgte skibets reder, grosserer Sass om eneretten til sejlads mellem Kalundborg og Aarhus, omfattende såvel sejl- som dampskibe. Han ville benytte Dania på ruten, og der skulle således ikke længere være et dampskib på ruten mellem Aarhus og København. Han fik eneretten i 15 år, men skulle til gengæld love at anskaffe et nyt skib til afløsning for Dania på ruten til Kalundborg i 1840. Det nye skib, hjuldamperen Christian VIII blev som aftalt bygget i 1840. Det fik installeret maskineriet fra Dania og dermed var det slut for dette skib, der havde sejlet sin sidste planmæssige tur i november 1839 og blev ophugget i København i 1841.